# 彭巴草原

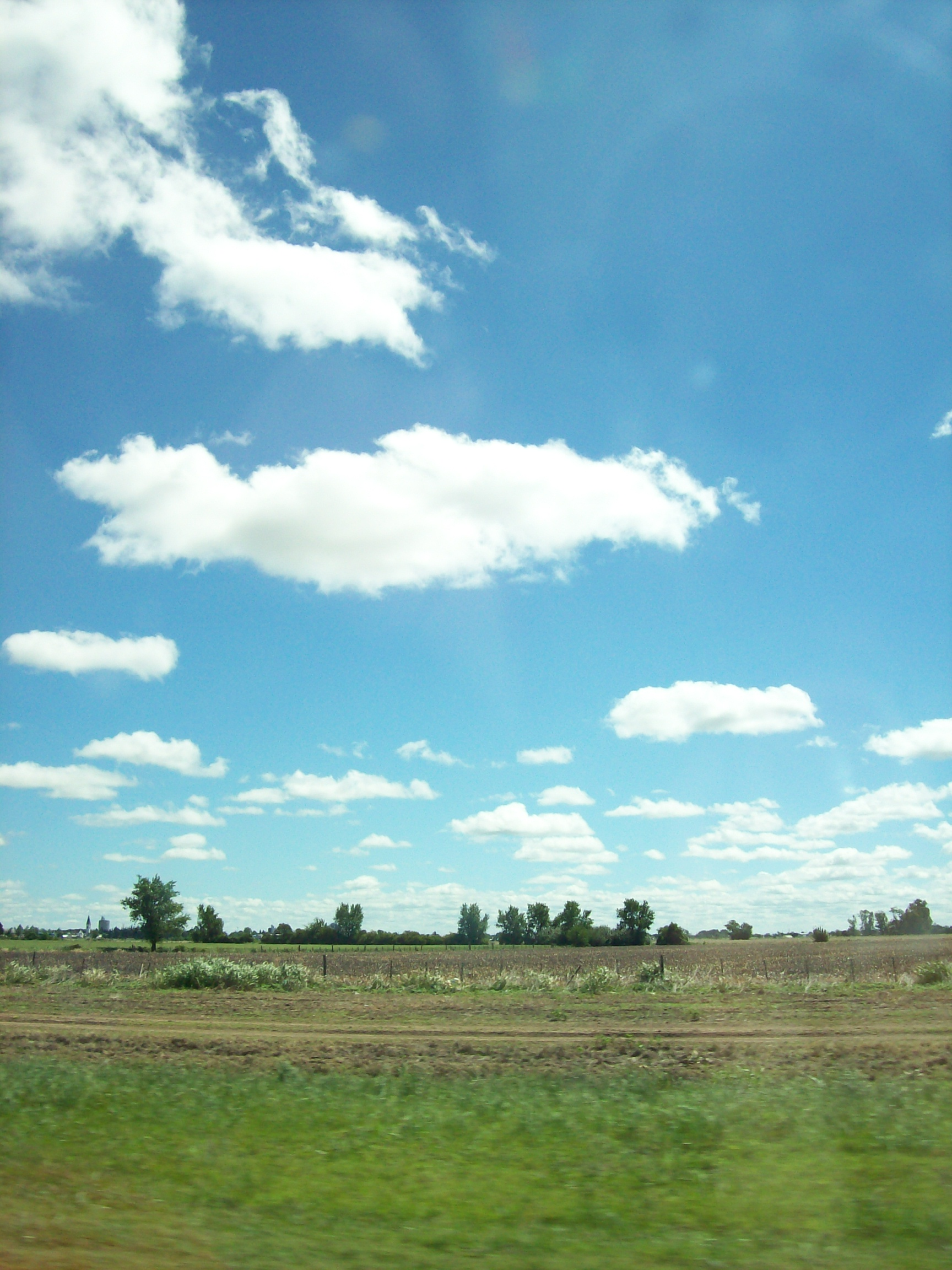
從阿根廷東南部望見的彭巴草原

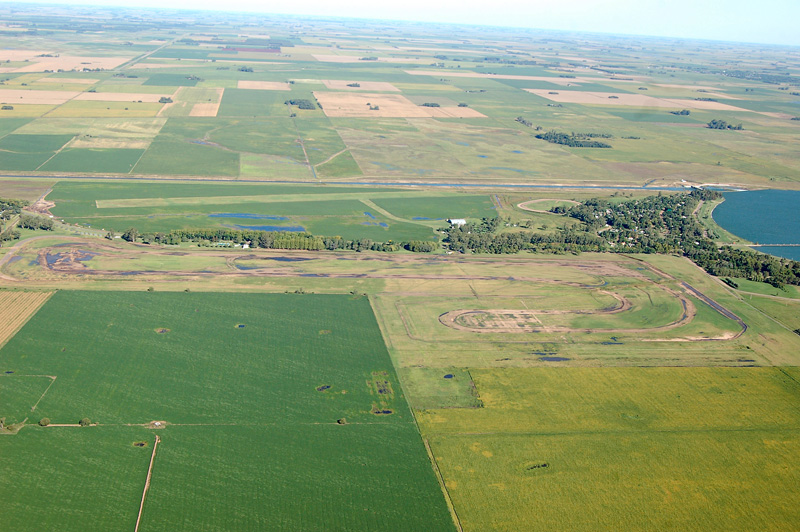
彭巴平原北部糧食作物帶

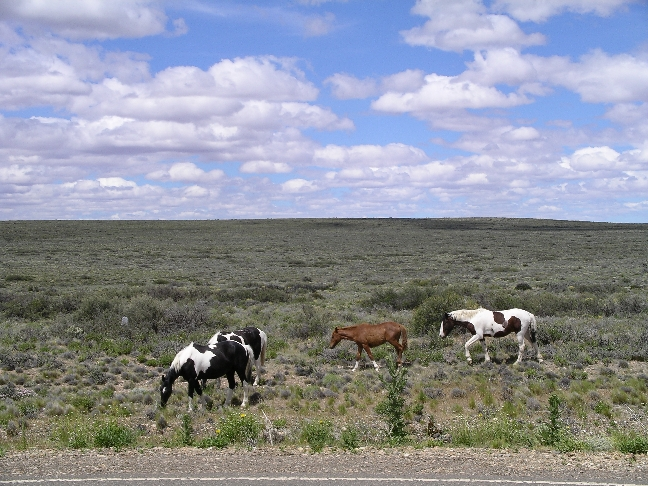
彭巴平原西部草原

彭巴草原（西班牙語：Región pampeana 或 Pampa，“彭巴”在當地克丘亞語中為“平原”之意）也稱彭巴平原，是位於南美洲東南沿海的一片肥沃平原，主要範圍包括阿根廷的布宜諾斯艾利斯省、拉潘帕省、圣菲省、科爾多瓦省以及巴西南部的南里奧格蘭德州和烏拉圭全境，總面積超過750,000 km2（289,577 sq mi）。一般而言會將布蘭卡港附近的本塔納山脈和坦迪爾山脈（Sierras de Tandilia）算進彭巴草原的範圍內，但兩座山脈的高度都不高。
與南美大多數疏林草原的氣候相比，屬於乾燥與濕潤氣候過渡帶的彭巴草原相對溫和，降水充沛也較平均（年降水量 600 至 1200 毫米），因此非常適合農牧業發展。這點在阿根廷尤其明顯，加上有南美第二大河拉布拉他河流經，使彭巴草原成為全國精華區，也是阿根廷人口最密集的地區。宜人氣候同時造就該地豐富的生物相。由於經常出現的草原大火，這個區域很少有樹生長，主要植物都是草本或灌木，草原上典型植物是針茅屬的蒲葦（Cortaderia selloana），不同區域由於降水不同，有不同的優勢植物品種。
世界自然基金會將彭巴平原劃分為三個生態區，烏拉圭河以東，包括巴西和烏拉圭為亞熱帶稀樹草原區，阿根廷的布宜諾賽勒斯省東部和南部為濕潤的黃土草原區，其他地區為半乾旱草原區。
彭巴平原全年降水量比較平均，夏季略微多一些，沿海降水量多，越往內地越少，春夏多雷雨，其他季節當寒流過來是多有降水，只有冬季夜晚氣溫可能會低於冰點，很少有雪，只有內地區域冬季會有少量的降雪。
彭巴草原是阿根廷的一個重要地理區域，是阿根廷的核心地帶，現今大部分土地已辟為農田和牧場，布宜诺斯艾利斯的西部和南部是阿根廷的主要農業區，也盛產葡萄，但雨季容易發生洪災，其他區域為畜牧區。

## 外部連結
- 大英百科全書中的彭巴平原 （页面存档备份，存于）
- 彭巴平原 （页面存档备份，存于）
- 彭巴平原 （页面存档备份，存于）
- 彭巴平原的氣候 （页面存档备份，存于）
- 彭巴平原的植物
- 南美洲氣候 （页面存档备份，存于）
- 彭巴平原濕潤區 （页面存档备份，存于）
- 彭巴平原半乾旱區 （页面存档备份，存于）